# Ренодо, Теофраст
Теофра́ст Ренодо́ (фр. Théophraste Renaudot, 1586, Лудён (ныне — в департаменте Вьенна) — 25 октября 1653, Париж) — французский врач и издатель, один из создателей современной журналистики. С 30 мая 1631 года издавал газету «La Gazette», которую принято считать первой европейской газетой в современном понимании этого слова.

## Биография
До начала 1630-х годов Ренодо занимался, в основном, врачебной деятельностью. Благодаря знакомству с кардиналом Ришельё, Ренодо получил пост лейб-медика и также получил патент на создание первого во Франции справочного бюро. Кроме того, Ренодо открыл благотворительную поликлинику, в которой бесплатно или за небольшую сумму неимущим парижанам оказывались медицинские услуги. В 1630 году Ренодо получает патент на создание листка новостей, распространяемого по всей территории Франции, и уже 30 мая 1631 года в свет выходит первый номер его газеты «La Gazette». «La Gazette» стала одной из первых европейских газет, максимально близких к той форме, к которой мы привыкли сегодня. Тиражирование газеты производилось типографским способом, всего печаталось около 1200 экземпляров. Основное содержание газеты составляли международные и национальные новости, отдельные важные статьи для неё писали лично король Людовик XIII и кардинал Ришельё. Необычайно важным нововведением Ренодо было размещение в газете на платной основе частных объявлений. После смерти кардинала Ришельё и Людовика XIII дела Ренодо пошли хуже: в частности, парижский университет запретил Ренодо врачебную деятельность в столице на основании того, что его врачебный диплом был выдан в Монпелье (подлинной причиной было нежелание парижских врачей иметь ещё одного популярного конкурента). Газету Ренодо, изначально убыточную, стали обвинять в связи с Ришельё, что не принесло ей популярности и отрицательно сказалось на тираже. После развода Ренодо с его второй женой финансовые дела окончательно испортились, и он умер в бедности. Издание «La Gazette» продолжил старший сын Ренодо, тоже Теофраст. Издание газеты прекратилось в 1915 году.

## Журналистская деятельность Ренодо
Теофраст Ренодо создал адресное бюро (прообраз рекламного агентства), причём за размещение рекламы платили только состоятельные люди; кроме того, он создал прообраз информационного агентства («бюро переводчиков» — ту информацию, которая не помещалась в газету, Ренодо продавал другим издателям). Теофраст создал ежегодник. Британский маркетолог и писатель Марк Тангейт считает Ренодо изобретателем персонализированной рекламы.
Газета Ренодо была средством пропаганды абсолютной монархии, создана по инициативе власти, авторитарная, проправительственная. Король и кардинал курировали материалы, касающиеся военных действий и политики. Первые семь номеров выходили без номеров (№), новости в них были не французские. Тираж для того времени был огромный — 1200 экземпляров (200 в Париже, 100 в провинции), под другим источникам — от 300 до 800 экземпляров. Сначала в газете было 2 полосы, потом 4, потом 6, 8 и 12. Газета разделена на две части — информационную и развлекательную и содержала постоянные рубрики. В первых номерах газеты Ренодо публиковал материалы иностранных изданий.

## Память
В Париже есть памятник Ренодо.
С 1926 года во Франции ежегодно присуждается Премия Ренодо.